# S.A.F.F.A.
La Società Anonima Fabbriche Fiammiferi ed Affini (S.A.F.F.A.) è stata un'azienda italiana specializzata nella produzione di fiammiferi attiva dal 1932, con l'incorporazione della Società Anonima Fabbriche Riunite di Fiammiferi, al 2002.

## Storia

### Precedenti

#### La Fabbrica di Fiammiferi "Luigi Medici" (1854)
Nel 1854 Luigi Medici costituì una società per la fabbricazione e la vendita di fiammiferi a Torino, trasferitasi in via Nizza già dal 1862 con l'apertura di altri due stabilimenti minori, uno a Piobesi Torinese e l'altro a Rivalta di Torino. Nei medesimi anni venne aperta anche una piccola litografia che aveva il compito di realizzare le eleganti scatole in cui i cerini venivano venduti e che da subito divennero uno dei simboli più apprezzati dell'azienda. I prodotti Medici vennero premiati nell'esposizione di Torino del 1858 con la medaglia d'argento. La fabbrica torinese, ad ogni modo, venne ceduta poco dopo alla ditta parigina Causemille Jeune, Roche e C.

#### La Fabbrica di Fiammiferi "Giacomo Medici" (1860)

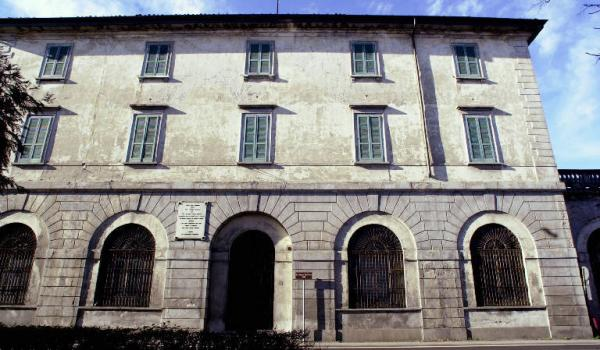
L'ex dogana austriaca a Ponte Nuovo di Magenta, sede dal 1886 di uno stabilimento che entrerà a far parte della Società Anonima Fabbriche Riunite di Fiammiferi (1898).

Quasi contemporaneamente alla cessione dell'azienda torinese, Giacomo Medici, fratello di Luigi, aprì una nuova azienda a Milano nel 1860, in corso Vercelli, n. 30, dove era stata costituita all'indomani della seconda guerra d'indipendenza, e una sede anche a Locate Triulzi. Tale stabilimento era cresciuto nella seconda metà dell'Ottocento a tal punto da non poter essere espanso a Milano, ma nel contempo da necessitare di nuovi spazi per far fronte all'aumento di produzione in concomitanza con la crescita della domanda di fiammiferi. Dal 22 settembre 1886 la "Giacomo Medici" decise di chiudere i battenti dello stabilimento di Milano e di trasferirsi definitivamente in provincia, a Magenta dove la proprietà aveva acquisito l'intero stabile dell'ex dogana austriaca ormai dismessa che si trovava al confine col Piemonte, in località Ponte Nuovo. Giornalmente la produzione era di circa 500.000 scatole di fiammiferi, di cui i più diffusi erano sicuramente il tipo "cerino". Nel 1887 gli impiegati erano 600 in tutto, saliti poi a 900 già nel 1890.

#### La Fabbrica di Fiammiferi "Ambrogio Dellachà" (1865)
Nel 1865 Ambrogio Dellachà inaugurava a Moncalieri una fabbrica di fiammiferi destinata a diventare, come quella di Medici, una della più importanti e premiate d'Italia. Entrambe fecero poi parte delle Fabbriche Riunite.

### Le Fabbriche Riunite di Fiammiferi (1898)
Il 31 dicembre 1898 fu fondata Milano la Società Anonima Fabbriche Riunite di Fiammiferi con capitale sociale di lire 2.800.000, composta dai tredici più importanti stabilimenti d'Italia, fra cui G. Medici (Magenta), L. Baschiera (Venezia) e A. Dellachà (Moncalieri). Presidente del Consiglio di amministrazione era l'ingegnere Angelo Salmoiraghi, senatore del Regno, vicepresidente il commendatore Ambrogio Dellachà; Cesare Prandoni consigliere e segretario; Antonio Abbona, Giovanni Baschiera, Giulio Chaubet, Camillo Dellachà (figlio di Ambrogio) consiglieri; Giulio Luigi Mascarello direttore generale. Nel 1899 la Società riportò un utile netto di lire 111.203,86, nel 1911 di 963.058,09, nel 1924 di 4.136.213.
Nel 1906 gli impiegati erano 1400.

### La fondazione della Società Azionaria Fabbriche Fiammiferi ed Affini (1932)
Il 3 giugno 1932 s'incorporò nella S.A.F.F.A. la Fondazione della Società Azionaria Fabbriche Fiammiferi ed Affini, amministratore delegato dr. Eugenio Bravi. Essa aveva per scopo quello di finanziare la nascita di altre aziende fiammiferaie; rimanendo tuttavia prevalentemente una azienda industriale e non finanziaria, modificò la ragione sociale (ma non la sigla S.A.F.F.A.) in Società Anonima Fabbriche Fiammiferi ed Affini il 24 luglio 1937.
Nel 1943 la SAFFA aveva 8.000 dipendenti, 20 stabilimenti, produceva 100 miliardi di fiammiferi l'anno, possedeva 95 stabili urbani e rurali, 3.000 ettari di pioppeti e aveva 15 uffici commerciali.
Negli anni '70 del Novecento, grazie anche alla meccanizzazione della produzione, lo stabilimento arrivò a produrre circa 45 miliardi di fiammiferi all'anno, ricavati perlopiù da tronchi di pioppo, economici ed adatti a questo tipo di produzione su vasta scala.
Parallelamente alla produzione di fiammiferi, nel secondo dopoguerra la S.A.F.F.A. avviò una produzione di mobili e complementi d'arredo, con linee prestigiose progettate ad esempio da Gio Ponti. Dal 1947, la S.A.F.F.A. divenne rappresentante italiana per la ditta svedese Ikea nella produzione di mobili. L'azienda, nel 1954, si aggiudicò il premio Compasso d'Oro per il design per aver creato la prima cucina componibile su progetto dell'architetto Augusto Magnaghi.
Negli anni Sessanta, l'ingegner Pietro Molla (marito della futura santa Gianna Beretta), conscio del ridursi sul mercato del consumo di fiammiferi e cerini, decise come direttore generale del complesso industriale di convertire gradualmente l'azienda alla produzione di accendini a gas e piezoelettrici, assicurandosi una commissione della prestigiosa ditta francese Cartier. 
Anche questa innovazione, ad ogni modo, non riuscì a risollevare le sorti della fabbrica che andò gradualmente ad esaurirsi per le speculazioni dei nuovi azionisti di maggioranza (Anna Bonomi Bolchini e Sindona) sino alla cessione alla Reno De Medici e alla sua definitiva chiusura nel 2002. 
Dopo la dismissione definitiva dello stabilimento, parte dell'archivio della SAFFA è stato recuperato e salvato dal macero grazie ad un ex dipendente che ne ha costituito una collezione permanente.

## L'area dopo la cessazione dell'attività

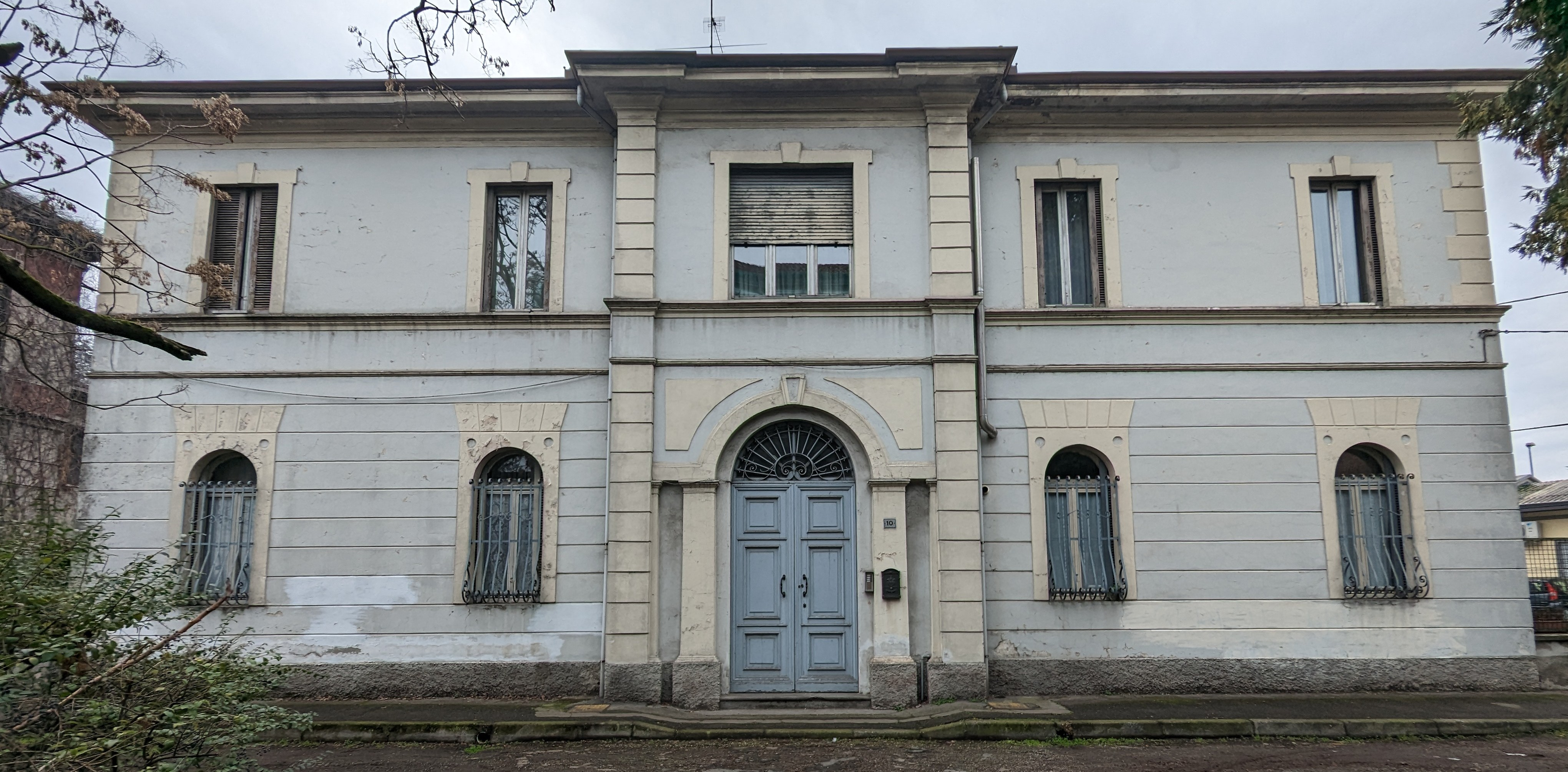
Una palazzina direzionale della S.A.F.F.A. oggi

Dopo anni di abbandono nel 2019 lo stabilimento (ad eccezione della parte storica) viene demolito per fare spazio a un nuovo stabilimento che si insedierà nell’area.